# Emiliano Zapata Segundo
Emiliano Zapata Segundo är en ort i Mexiko.   Den ligger i kommunen Pantelhó och delstaten Chiapas, i den sydöstra delen av landet, 800 km öster om huvudstaden Mexico City. Emiliano Zapata Segundo ligger 822 meter över havet och antalet invånare är 115.
Terrängen runt Emiliano Zapata Segundo är kuperad åt nordväst, men åt sydost är den bergig. Runt Emiliano Zapata Segundo är det ganska tätbefolkat, med 111 invånare per kvadratkilometer. Närmaste större samhälle är Pantelhó, 2,9 km sydväst om Emiliano Zapata Segundo. I omgivningarna runt Emiliano Zapata Segundo växer i huvudsak städsegrön lövskog.